# Agesilao (zio di Agide IV)
Agesilao (in greco antico: Ἀγησίλαος?, Agesìlaos; Sparta, fine IV secolo a.C. – dopo il 241 a.C.), politico ed eforo spartano, è stato zio e tutore del re di Sparta Agide IV.

## Biografia
Figlio cadetto di Eudamida I, Agesialao era lo zio e tutore di Agide IV (era il fratello della madre Agesistrata) quando questi ascese al trono in giovane età nel 250 a.C. Inizialmente favorì la politica rivoluzionaria del re, che prevedeva la remissione dei debiti e la redistribuzione delle terre, convincendo anche sua sorella Agesistrata, madre del re, a sostenerlo.
Agesilao fu eletto eforo nel 241 a.C., l'anno successivo alla deposizione dell'altro re Leonida II da parte dell'eforo Lisandro. Agesilao e gli altri efori furono imposti alla città da Agide e del nuovo re Cleombroto II, che, su suggerimento di Lisandro, avevano voluto sostituire i magistrati regolarmente eletti, favorevoli al ritorno di Leonida.
Una volta eletto all'eforato, Agesilao ostacolò però la riforma di Agide, per non doversi privare dei latifondi dei quali era proprietario.
Resosi inviso agli spartani per aver messo in giro la voce che si sarebbe fatto eleggere eforo di nuovo, mentre da secoli questa magistratura durava un solo anno e non era in alcun caso rinnovabile, fu costretto a rifugiarsi all'estero con l'aiuto del figlio Ippomedonte quando il Leonida tornò in città e si impossessò di nuovo del trono, mandando in esilio il genero Cleombroto e facendo uccidere Agide e Agesistrata.